# آرمین رایشل
آرمین رایشل (انگلیسی: Armin Reichel؛ زادهٔ ۳۱ ژانویهٔ ۱۹۵۸) بازیکن فوتبال اهل آلمان است.
از باشگاه‌هایی که در آن بازی کرده‌است می‌توان به باشگاه فوتبال کایزرسلاوترن و باشگاه فوتبال زاربروکن اشاره کرد.